# Andrushivka
Andrushivka (tiếng Ukraina: Андрушівка) là một thành phố của Ukraina. Thành phố này thuộc tỉnh Zhytomyr. Thành phố này có diện tích ? km2, dân số theo điều tra dân số năm 2023 là 8669 người.